# دوري أبطال أوقيانوسيا 2011–12
دوري أبطال أوقيانوسيا 2011–12 هو الموسم 11 من  دوري أبطال أوقيانوسيا. أقيم بتاريخ 29 أكتوبر 2011، وأشرف على تنظيمه اتحاد أوقيانوسيا لكرة القدم، وكان عدد الأندية المشاركة فيه  8، وفاز فيه نادي أوكلاند سيتي.